# Средњошколски центар „Милутин Миланковић”
Средњошколски центар „Милутин Миланковић” је јавна средњошколска установа у општини Милићи. Налази се у улици Николе Тесле 34, у Милићима. Назив је добила по Милутину Миланковићу, српском математичару, астроному, климатологу, геофизичару, грађевинском инжењеру, доктору техничких наука, као и популаризатору науке и физичару.

## Историјат
Средњошколски центар „Милутин Миланковић” је основан сарадњом општина Милићи и Илијаш 15. маја 1996. године под називом Средњошколски центар „Милићи” и био је смештен у насељу Дервента, удаљеном од центра Милића око 7 километара. У прву школску годину је уписано укупно 124 ученика, од тога 60 ученика на општем смеру, Гимназија и 60 на смеру Економија, право и администрација ученика. Зграда некадашње подручне основне школе у Дервенти је започела са радом 1996—97. године, била је кабинетски опремљена и у току рата била коришћења за потребе Војске Републике Српске. Донацијама су добили 60 комплета књига за ученике гимназије, укупне вредности 7142 немачке марке, и 15 комплета књига за ученике економске струке чији су родитељи погинули у отаџбинском рату, као и стипендије за ученике гимназије и бесплатан превоз за ученике и професоре. У октобру су из Немачке добили школску опрему за пет кабинета, клупе, столице и табле.
Средњошколски центар је 1996—97. похађало 118 ученика, од којих је осамнаест постигло одличан успех. Организоване су секције новинарско–литерарна, математичка, ликовна, одбојкашка, шаховска и хемијска. Због недовољних услова и простора тадашњег центра 6. априла 2000. године је положен камен темељац за изградњу новог, модернизованог центра. Изградња на данашњој локацији је завршена на лето 2005. године, а свечано отварање је извршено 14. октобра. Центар заузима површину од око 16.000 m², од тога сам објекат 3500 m², а школско двориште 12.500 m². У склопу зграде се налазе кабинети за наставу и амфитеатар, читаоница, библиотека, ресторан за ученике и школска фонтана у холу приземља. Децембра 2010. године је у непосредној близини зграде центра изграђена функционална спортска дворана у којој се изводи настава физичког васпитања. Библиотечки фонд садржи 10.624 књига, међу којима су уџбеници и радови ученика, монографије, збирке задатака и публикације.

## Догађаји
Догађаји Средњошколског центра „Милутин Миланковић”:
- Светосавска академија[4]
- Дечија недеља[5]
- Дан отворених врата[6]
- Дан заљубљених[7]
- Дан српског јединства, слободе и националне заставе[8]
- Међународни дан борбе против насиља над женама[9]
- Међународни дан жена[10]
- Међународни дан средњошколаца[11]
- Међународни сајам књига у Београду[12]
- Светски дан детета[13]
- Манифестација „Дани Милутина Миланковића”[14]
- Пројекат „Ко се боји корупције још? Ми НЕ”[15]
- Пројекат „ Мировне иницијативе – за добар комшилук”[16]